# Top End
El Top End es la segunda región más septentrional del continente de Australia, después de la península del Cabo York. Sin un límite terrestre bien definido, comprende un área de unos 400 000 km² rodeados por mar en tres lados —el océano Índico, al oeste; el mar de Arafura, al norte; y el golfo de Carpentaria, al este— y casi sin agua por el interior semiárido de Australia al sur. Las principales ciudades de esta región son Darwin, Katherine y Palmerston.
Es menos visitado y conocido que las áridas zonas sureñas del Territorio del Norte, conocidas por los australianos como el Red Centre («Centro rojo»), cuya ciudad más poblada es Alice Springs. 